# Arthur Crispien

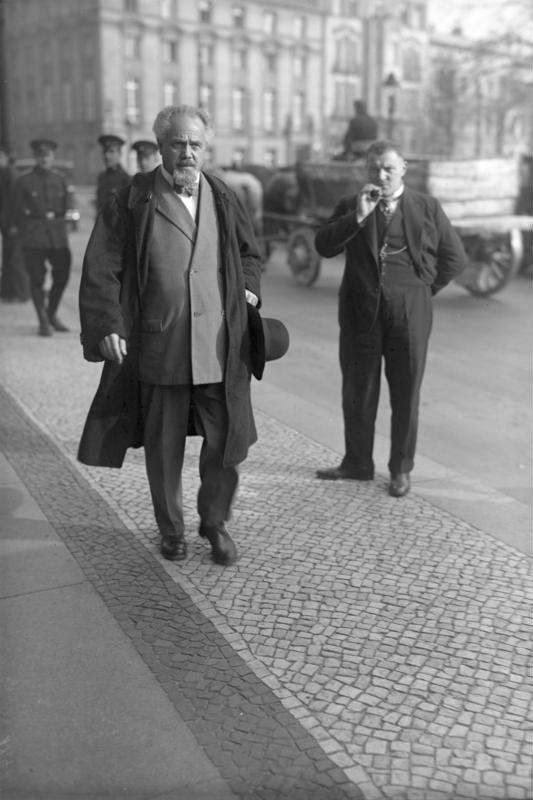
Arthur Crispien

Arthur Crispien, född 4 november 1875 i Königsberg (nuvarande Kaliningrad) i Kejsardömet Tyskland, död 29 november 1946 i Bern, Schweiz, var en tysk politiker och journalist.
Crispien blev 1894 medlem i Tysklands socialdemokratiska parti, SPD, anslöt sig vid splittringen 1917 till Tysklands oberoende socialdemokratiska parti, USPD, för vilket han var representant i Weimarrepublikens riksdag och delad partiledare till 1922. Han tillhörde vänsterriktningen inom den tyska arbetarrörelsen, och ledde USPDs delegation på Kominterns andra världskongress 1920 men var motståndare till partiets medlemskap i Kommunistiska Internationalen. År 1922 återgick han till Tysklands socialdemokratiska parti, för vilket han var representant i riksdagen och delad partiledare till det nazistiska maktövertagandet 1933. Efter Riksdagshusbranden och riksdagsvalet den 5 mars 1933 där han var SPDs huvudkandidat tvingades han fly till Schweiz.   

## Uppväxt och tidiga år
Arthur Crispien utbildade sig först till teatermålare, gick en tid på konstskola och arbetade sedan som anställd på ett nygrundat sjukförsäkringsbolag i hemstaden Königsberg. 1894 blev han medlem i Tysklands socialdemokratiska parti, SPD, och arbetade senare som journalist för flera av dess partitidningar. 1904 blev han redaktör vid Königsberger Volkszeitung och var med och grundade Volkswacht i Danzig (nuvarande Gdansk) 1910.

## Politisk karriär
Mellan 1906 och 1912 var Crispien SPDs partisekreterare i Danzig (nuvarande Gdansk) för Västpreussen. 1909 skickades han till SPDs partiskola i Berlin där han blev en av Rosa Luxemburgs elever. De utvecklade en nära vänskap som sträckte sig fram till hennes död 1919. Han skickades 1912 till Stuttgart efter påtryckningar från Clara Zetkin för att bli chefredaktör på partitidningen Schwäbischen Tagwacht. Han blev del av innersta kretsen för SPDs vänsterflygel som då kallades för Gruppe Internationale, men senare blev Spartakusförbundet, och leddes av Rosa Luxemburg, Karl Liebknecht och Clara Zetkin. Under perioden sågs han som Spartakus representant i Stuttgart.
När det första världskriget bröt ut 1914 ställde han sig öppet kritisk emot den borgfredspolitik som SPD slöt och partiets stöd att betala ut krigsobligationer. Karl Liebknecht var den enda parlamentsledamoten från SPD som röstade emot partilinjen. Crispien visade öppet sitt stöd för honom och blev avskedad som chefsredaktör för Schwäbische Tageswacht och hamnade i konflikt med Friedrich Ebert som senare blev Weimarrepublikens första president. Han gav därefter ut vänsteroppositionens veckotidning Der Socialdemokrat. I samband med en antikrigsdemonstration blev han arresterad och fick sitta flera månader i fängelse. 1918 skickades han till västfronten men lyckades desertera.
År 1917 splittrades SPD och Tysklands oberoende socialdemokratiska parti, USPD, bildades av personer ur det socialdemokratiska partiets (SPD) vänsterflygel. Det kvarvarande SPD tog under denna tid partibeteckningen MSPD, Mehrheitssozialdemokratische Partei Deutschlands. Trots sin närhet till Rosa Luxemburg började han 1918 att fjärma sig från spartakisterna. I november 1918 abdikerade det tyska rikets sista kejsare och revolutionen bröt ut på gatorna. När det tyska kommunistiska förbundet bildas i december 1918 av Luxemburg och Liebknecht stannade han i USPD-blocket. Efter revolutionen blev Crispien medlem av den provisoriska Württemberg-regeringen som vicepresident 1918 och var inrikesminister i den provisoriska delstatsregeringen under Wilhelm Blos fram till den 10 januari 1919. Efter ett kuppförsök av spartakister, som godkändes av USPD, avskedades han från regeringen. Den 12 januari 1919 valdes han in i Württembergs delstatsparlament, men avgick i april 1919 efter att ha blivit vald till partiledare för USPD tillsammans med Hugo Haase i början av mars. 1920 blev han medlem av riksdagen och utrikespolitisk talesman för USPD. Han ledde framgångsrikt USPD i riksdagsvalet 1920 när partiet fick 18 % av rösterna och blev näststörsta parti.  
Crispien ledde USPDs delegation på Kominterns andra världskongress 1920 i Moskva där det under flera veckor fördes intensiva förhandlingar med Lenin och andra bolsjevikledare om partiets anslutning till Kommunistiska Internationalen och en sammanslagning av USPD med KPD. Resultatet blev att USPD förkastade Lenins krav på underkastelse till Moskva och anslutning till Kommunistiska Internationalen. Crispien blev nu en måltavla för de tyska kommunisterna och kommunistinternationalen som utmålade USPD som ”socialfascistiskt”.
Den 30 januari 1933 skedde det nazistiska maktövertagandet. Crispien var SPDs huvudkandidat i riksdagsvalet den 5 mars 1933 som Hitler hade utlyst och som hölls sex dagar efter Riksdagshusbranden. Inför valet släppte nazistiska stormtrupper lös en omfattande våldskampanj mot bl.a. medlemmar i kommunistpartiet, fackföreningar och SPD. Som partiledare för SPD och tidigare krigsmotståndare och medlem i Spartakus gick det efter valet rykten om att Crispien stod högt upp på SA:s lista och att man ville arrestera och hänga honom på Brandenburger Tor. Tre dagar efter riksdagsbranden lyckades han fly Tyskland till Österrike och senare Schweiz. Under sin tid i Schweiz arbetade Crispien för att stöda politiska och judiska flyktingar från Nazityskland och var medlem i det schweiziska socialistpartiet. Han var delegat vid flyktingkonferensen 1945 i Montreux. Crispien dog i Bern, Schweiz, den 29 november 1946, 71 år gammal.